# Man-Bat
Man-Bat (dt. „Mann-Fledermaus“) ist der Titel einer Reihe von Comics, die der US-amerikanische Verlag DC-Comics seit 1975 veröffentlicht.
Die Comics der Reihe handeln von den Erlebnissen des Wissenschaftlers Dr. Kirk Langstrom, der infolge eines fehlgegangenen Selbstversuches in eine monströse Kreatur verwandelt wurde, die halb Mensch und halb Fledermaus ist. Man-Bat ist dem Genre des Horrorcomics zuzuordnen, einige Hefte beziehungsweise Serien beinhalten auch Elemente des Detektiv- oder Kriminal-Comics sowie des Superhelden-Genres.

## Veröffentlichungen zu Man-Bat
Die erste unter dem Namen Man-Bat firmierende Serie wurde im Dezember 1975 gestartet. Die von dem Autor Frank Robbins und dem Zeichner Neal Adams künstlerisch gestaltete Serie wurde nach nur zwei Ausgaben im März 1976 wieder eingestellt. Stattdessen setzte man die Veröffentlichung der für die Serie angefertigten Geschichten fort, indem man Man-Bat zu einem Feature innerhalb der Serie Batman Family machte, in der bis in die frühen 1980er Jahre kontinuierlich Geschichten der Reihe erschienen.
In den 1990er Jahren wurden zwei weitere Serien unter dem Titel Man-Bat veröffentlicht (1995 und 1996), die je drei Hefte umfassten. Außerdem wurde eine Man-Bat-Geschichte als Lead-Story in der Ausgabe 11 der Anthologie-Reihe Showcase ’94 veröffentlicht. 2004 folgte eine weitere vierteilige Miniserie, die sich mit dem Stoff befasste. Hinzu kam eine Variation des Man-Bat-Themas die unter dem Titel Bat-Thing von Amalgam-Comics, einem gemeinsamen Imprint der Verlage DC-Comics und Marvel Comics, veröffentlicht wurde und die Titelfiguren von DCs Man-Bat mit Marvels Man-Thing in einer experimentellen Geschichte zu einer einzigen Figur verschmolz.
Die 1996er-Miniserie sowie die Man-Bat-Geschichte aus Showcase stammten aus der Feder des Autors Chuck Dixon. Für die Visualisierung von Dixons Geschichten waren jeweils die Künstlern Flint Henry (Bleistiftzeichnungen) und Eduardo Barreto (Tuschezeichnungen) verantwortlich.
Die Miniserie von 1995, die unter dem sogenannten Elseworld-Label erschien, das anzeigen soll, dass eine Geschichte außerhalb der regulären „Kontinuität“ des DC-Universums spielt, wurde von dem Autor Jamie Delano verfasst und von dem Maler John Bolton in impressionistische Bilder gefasst.

## Titelfigur und Handlung
Die Titelfigur von Man-Bat wurde von Neal Adams erdacht und Autor Frank Robbins und Editor Julius Schwartz vorgeschlagen." Sie wurde erstmals (von Neal Adams) für eine in dem Comicheft Detective Comics #400, das im Juni 1970 erschien, erstveröffentlichten Geschichte visualisiert. Diese Geschichte war – wie alle in Detective Comics veröffentlichten Geschichten – ein Teil der Reihe um den Superhelden Batman. Wie schon der Name Man-Bat im Gegensatz zu Batman andeutet, war Man-Bat ursprünglich als ein Gegenspieler des Superhelden, eine Art Anti-Batman angelegt, da er dessen Symbolismus – die Fledermaus als Retter und Beschützer von Gotham – ins Negative umkehrte. Wie die Figur des Batman befindet sich Man-Bat im Besitz des Time Warner Konzerns.

## Adaptionen
In der Batman-Zeichentrickserie Batman aus den 1990er Jahren trat Man-Bat in den Folgen On Leather Wings, Tyger, Tyger und Terror in the Sky auf, in denen er im englischsprachigen Original von Marc Singer synchronisiert wurde.
Während On Leather Wings im Wesentlichen die Entstehungsgeschichte von Man-Bat aus Batman # 400 nacherzählt, tritt Langstrom in Tyger, Tyger lediglich in Menschengestalt auf, um ein von Emile Dorian entwickeltes Serum für Batman zu analysieren. In Terror in the Sky wird schließlich Francine mit dem Man-Bat-Serum infiziert, kann aber schließlich durch die Zusammenarbeit von Batman und ihrem Ehemann gerettet werden.
In der Serie The Batman wurde Man-Bat von Peter MacNicol synchronisiert. In dieser Version ist Dr. Langstrom unverheiratet, leidet an Albinismus und arbeitet als wahnsinniger Forscher für Wayne Corps, ansonsten bleibt die Geschichte im Wesentlichen dem Original treu.
Computer- und Konsolenspielversionen von Man-Bat finden sich in dem SNES-Videospiel The Adventures of Batman and Robin, in dem Man-Bat als Boss-Gegner im letzten Level auftritt. In dem Spiel Batman: Arkham Knight, das für PlayStation 4, X Box One und PC erschien, kann der Spieler als Nebenmission der Entstehung Man-Bats auf den Grund gehen. Weiterhin ist im Spiel Man-Bat als ein weiterer Gegner Batmans vorhanden.
Action-Figuren zu Man-Bat erschienen in den vom Spielzeughersteller Hasbro produzierten Reihen Batman: The Animated Series und Dark Knight sowie in den Reihen Arkham Asylum und Art Asylum's Minimates, die von DC Direct vertrieben wurden.

## Veröffentlichungen
- Batman Klassik Band 6, Die Man-Bat-Saga, 1990, Norbert Hethke Verlag, Frank Robbins, Neal Adams, Dick Giordano, ISBN 3-89207-409-7